# Rabat brytyjski
Rabat brytyjski – zniżka w wysokości składki wpłacanej przez Wielką Brytanię do kasy Unii Europejskiej. Wywalczyła go w 1984 na spotkaniu przywódców EWG w Fontainebleau ówczesna premier Margaret Thatcher, argumentując, że Wielka Brytania znacznie więcej wpłaca do budżetu UE niż z niego otrzymuje, a mając niewielki sektor rolniczy w małym stopniu korzysta z dotacji unijnych dla rolnictwa. Szermowała przy tym hasłem, że chce "nasze pieniądze z powrotem" od Wspólnoty Europejskiej. Już w 1979 wspomniała o tym w Dublinie, narzekając, że "za każde dwa funty, jakie wnosimy, dostajemy z powrotem jednego. Przez to nasz wkład netto do Wspólnoty wyniesie w przyszłym roku miliard funtów, a potem będzie tylko jeszcze gorzej". 
Przystępując do negocjacji budżetowych, Wielka Brytania zażądała ograniczenia swoich rocznych wpłat o 730 milionów funtów. Pozostałe kraje członkowskie zaproponowały rabat w wysokości 580 milionów. Thatcher odmówiła, w związku z czym ostatecznie ustalono kwotę blisko sześciuset milionów funtów.
Nowa formuła budżetowa ograniczyła brytyjską składkę netto. Umowa o rabacie, przywitana w Wielkiej Brytanii jako patriotyczne zwycięstwo, zaowocowała serią mini korekt dla innych krajów członkowskich. Rabat brytyjski współfinansowany był bowiem przez pozostałe kraje członkowskie, których wpłaty z tego powodu zostały podwyższone. Składka płacona przez Wielką Brytanię na rzecz budżetu UE jako stosunek do DNB była zatem mniejsza w porównaniu z innymi krajami członkowskimi i wynosiła ok. 0,8% dochodu narodowego brutto (DNB).
Dla przykładu, rabat brytyjski w okresie 1997-2003 wyniósł ok. 4,6 mld euro rocznie.
Wyjście Wielkiej Brytanii z UE spowodowało konieczność ponownego przeliczenia składek wnoszonych do budżetu UE przez pozostałe kraje członkowskie.